# Just for a Day
Just for a day es el primer álbum de la banda de shoegazing Slowdive. La grabación estuvo bajo la edición del sello discográfico Creation Records y fue lanzado en septiembre de 1991. Posteriormente fue relanzado en 2005 por el sello discográfico Sanctuary Records.

## Canciones
1. Spanish Air – 6:02
2. Celia's Dream – 4:07
3. Catch the Breeze – 4:19
4. Ballad of Sister Sue	– 4:32
5. Erik's Song – 4:25
6. Waves – 5:49
7. Brighter – 3:48
8. The Sadman – 4:45
9. Primal – 5:31

El álbum fue relanzado en 2005 por el sello discográfico Sanctuary Records. Este relanzamiento incluía un disco con las canciones de los primeros EP de Slowdive:
1. Slowdive - 5:17
2. Avalyn I - 4:52
3. Avalyn II - 8:09
4. Morningrise - 4:20
5. She Calls - 5:38
6. Losing Today - 5:01
7. Golden Hair - 4:04
8. Shine - 5:23
9. Albatross - 5:18
10. Catch the Breeze - 4:11
11. Shine - 5:20
12. Golden Hair - 3:46